# Joachim Reutlinger
Joachim Reutlinger (* 1553 in St. Gallen; † 1620 ebenda) war ein Bürgermeister von St. Gallen (Schweiz).

## Leben
Joachim Reutlinger war der Sohn seines gleichnamigen Vaters Joachim Reutlinger, Elfer und Ratsherr und dessen Ehefrau Agatha Varnbühler.
1579 war er Elfer und 1596 wurde er Vogt in Bürglen. 1601 erfolgte seine Wahl zum Ratsherrn und von 1602 bis 1620 war er im Wechsel mit Othmar Reiner, Jacob Spengler, Georg Huber (gewählt 1613) und Joachim Zollikofer (gewählt 1613) im Dreijahresturnus Amtsbürgermeister, Altbürgermeister und Reichsvogt.
Joachim Reutlinger war in erster Ehe mit Magdalena Keller und in zweiter Ehe mit Anna Scherb verheiratet.

## Mitgliedschaften
Er war Mitglied der Gesellschaft zum Notenstein.

## Ehrungen
Joachim Reutlinger wurde am 29. August 1612 in Prag durch Kaiser Matthias mit seinen Nachkommen in den erblichen Reichsadelsstand erhoben.